# حبيب ولد حمديت
حبيب ولد حمديت وزير الشغل والدمج والتكوين المهني بموريتانيا، ولد في أزاكن (بيلا) عام 1961 م.

## المرحلة المهنية
- 1984-1986 التدريس في ثانوية انواذيبو
- 1986-1993 التدريس في الثانوية العربية
- 1993-1995 مدير إداري ومالي في منظمة دولية غير حكومية
- 1995-1996 مدير البرامج والمشاريع في منظمة دولية غير حكومية
- 1996-1997 موظف تابع لإدارة التعليم الثانوي
- 2001-2004 مدير إدارة المكتبات والمكتبة الوطنية
- 2004-2007 المستشار الفني لوزير الثقافة
- 2006 عضو مجلس إدارة الوكالة الموريتانية للأنباء
- 2006 إلى الآن: رئيس مجلس إدارة مؤسسة حماية المدن القديمة

## عضوية اللجان
- 2001-2004:
  - عضو لجنة التوجيه بمشروع صيانة وتثمين التراث الثقافي المروي
  - عضو اللجنة الوطنية لمحو الأمية -
  - عضو المجلس البلدي للمجموعة الحضرية -
  - عضو المجلس البلدي لبلدية تيارت المشاركة في التدريبات والملتقيات
- 2003 المشاركة في ملتقى المكتبات الفرانكفونية بإفريقيا الصحراوية دكار
- 2001- الملتقى الدولي للمكتبات العربية والإفريقية المنظم من طرف منظمة IFLA بالمغرب
- 2002- المعرض الدولي للكتاب بتونس
- 2006- المعرض الدولي للكتاب بالمغرب.

## وصلات خارجية
- حبيب ولد حمديت:منـع الترشـح الحر نوع من إكـراه الناس على الدخـول في الأحزاب، الراية، 19 يناير 2006